# (22599) Heatherhall
(22599) Heatherhall (1998 HR122) – planetoida z pasa głównego asteroid okrążająca Słońce w ciągu 3,57 lat w średniej odległości 2,34 j.a. Odkryta 23 kwietnia 1998 roku.